# Thomas Makinson

a Compétitions nationales et continentales officielles uniquement.

b Matchs officiels uniquement.
Thomas Makinson, né le 10 octobre 1991 à Wigan (Angleterre), est un joueur de rugby à XIII international anglais évoluant au poste d'arrière, d'ailier ou de centre dans les années 2010 et 2020.
Issu de la formation du club de St Helens RLFC, c'est avec celui-ci qu'il effectue la majeure partie de sa carrière en y jouant de 2011 à 2024, remportant à une reprise le World Club Challenge (2023), à cinq reprises la Super League (2014, 2019, 2020, 2021 et 2022) et à une reprise la Challenge Cup (2021). Joueur phare du club anglais durant près de quatorze ans, il y dispute 336 rencontres et est nommé à trois reprises dans l'« équipe de rêve » de Super League (2014, 2018 et 2019). En 2025, il quitte St Helens pour rejoindre la franchise française des Dragons Catalans.
Parallèlement, il dispute une édition de Coupe du monde avec l'Angleterre avec laquelle il atteint les demi-finales de la Coupe du monde 2022.

## Carrière
Il fait ses débuts professionnels en Super League à St Helens en 2011. Il s'y impose comme titulaire dans ce club, et y remporte la Super League en 2014. Nommé à deux reprises dans l'équipe de la Super League en 2014 et 2018, il honore sa première sélection en équipe d'Angleterre en 2018.

## Palmarès
- Collectif :
  - Vainqueur du World Club Challenge : 2023 (St Helens).
  - Vainqueur de la Super League : 2014, 2019, 2020, 2021 et 2022 (St Helens).
  - Vainqueur de la Challenge Cup : 2021 (St Helens).
  - Finaliste de la Super League : 2011 (St Helens).
  - Finaliste de la Challenge Cup : 2019 (St Helens).

- Individuel :
  - Élu Golden Boot  : 2018
  - Nommé dans l'équipe de la Super League : 2014, 2018 et 2019 (St Helens).
  - Meilleur marqueur d'essais de la Super League : 2019 (St Helens).

### Détails en sélection
| 1.  | 24 juin 2018     | Nouvelle-Zélande     | 36-18 | Amical         | Remplaçant | 4  | 1 | -  | - |
| 2.  | 27 octobre 2018  | Nouvelle-Zélande     | 18-16 | Test match     | Ailier     | 0  | 0 | -  | - |
| 3.  | 4 novembre 2018  | Nouvelle-Zélande     | 20-14 | Test match     | Ailier     | 12 | 3 | -  | - |
| 4.  | 11 novembre 2018 | Nouvelle-Zélande     | 0-34  | Test match     | Ailier     | 0  | 0 | -  | - |
| 5.  | 23 octobre 2021  | France               | 30-10 | Test match     | Ailier     | 8  | 2 | -  | - |
| 6.  | 15 octobre 2022  | Samoa                | 60-6  | Coupe du monde | Ailier     | 24 | 1 | 10 | - |
| 7.  | 29 octobre 2022  | Grèce                | 94-4  | Coupe du monde | Arrière    | 4  | 1 | -  | - |
| 8.  | 5 novembre 2022  | Papouas.-Nlle-Guinée | 46-6  | Coupe du monde | Ailier     | 30 | 5 | 5  | - |
| 9.  | 12 novembre 2022 | Samoa                | 26-27 | Coupe du monde | Ailier     | 10 | - | 5  | - |
| 10. | 22 octobre 2023  | Tonga                | 22-18 | Test match     | Ailier     | -  | - | -  | - |

### Détails en club
| Saison | Saison           | Championnat  | Championnat | Championnat | Championnat | Championnat | Championnat | Championnat | Coupe         | Coupe       | Coupe | Coupe | Coupe | Coupe | Coupe | Sélection | Sélection | Sélection | Sélection | Sélection | Sélection | Sélection |
| Saison | Saison           | Comp.        | Class.      | M           | Pts         | Ess.        | Buts        | Dp.         | Comp.         | Class.      | M     | Pts   | Ess.  | Buts  | Dp.   | Comp.     | M         | Pts       | Ess.      | Buts      | Dp.       |           |
| ------ | ---------------- | ------------ | ----------- | ----------- | ----------- | ----------- | ----------- | ----------- | ------------- | ----------- | ----- | ----- | ----- | ----- | ----- | --------- | --------- | --------- | --------- | --------- | --------- | --------- |
| 2011   | St Helens        | Super League | Finaliste   | 22          | 40          | 7           | 6           | -           | Challenge Cup | 1/2 finale  | 3     | 16    | 4     | -     | -     |           |           |           |           |           |           |           |
| 2012   | St Helens        | Super League | 1/2 finale  | 24          | 170         | 13          | 48          | -           | Challenge Cup | 1/4 finale  | 2     | 4     | 1     | -     | -     |           |           |           |           |           |           |           |
| 2013   | St Helens        | Super League | Play-off 2  | 25          | 76          | 13          | 12          | -           | Challenge Cup | 1/16 finale | 1     | 6     | -     | 3     | -     |           |           |           |           |           |           |           |
| 2014   | St Helens        | Super League | Champion    | 29          | 134         | 27          | 9           | -           | Challenge Cup | 1/8 finale  | 2     | 8     | 2     | -     | -     |           |           |           |           |           |           |           |
| 2015   | St Helens        | Super League | 1/2 finale  | 23          | 102         | 16          | 19          | -           | Challenge Cup | 1/2 finale  | 1     | 22    | 4     | 3     |       |           |           |           |           |           |           |           |
| 2016   | St Helens        | Super League | 1/2 finale  | 8           | 16          | 4           | -           | -           | Challenge Cup | 1/8 finale  | -     | -     | -     | -     | -     |           |           |           |           |           |           |           |
| 2017   | St Helens        | Super League | 1/2 finale  | 30          | 44          | 6           | 8           | -           | Challenge Cup | 1/8 finale  | 1     | -     | -     | -     | -     |           |           |           |           |           |           |           |
| 2018   | St Helens        | Super League | 1/2 finale  | 32          | 44          | 11          | -           | -           | Challenge Cup | 1/2 finale  | 3     | -     | -     | -     | -     |           | 4         | 16        | 4         | -         | -         |           |
| 2019   | St Helens        | Super League | Champion    | 27          | 94          | 23          | -           | 1           | Challenge Cup | Finaliste   | 4     | 4     | 1     | -     | -     |           |           |           |           |           |           |           |
| 2020   | St Helens        | Super League | Champion    | 13          | 52          | 6           | 14          | -           | Challenge Cup | 1/4 finale  | -     | -     | -     | -     | -     |           |           |           |           |           |           |           |
| 2021   | St Helens        | Super League | Champion    | 18          | 48          | 6           | 12          | -           | Challenge Cup | Vainqueur   | 4     | 22    | 3     | 5     | -     |           | 1         | 8         | 2         | -         | -         |           |
| 2022   | St Helens        | Super League | Champion    | 26          | 244         | 22          | 78          | -           | Challenge Cup | 1/2 finale  | 3     | 32    | -     | 16    | -     | CM        | 4         | 44        | 7         | 20        | -         |           |
| 2023   | St Helens        | Super League | 1/2 finale  | 19          | 142         | 22          | 27          | -           | Challenge Cup | 1/2 finale  | 3     | 16    | 1     | 6     | -     |           | 1         | -         | -         | -         | -         |           |
| 2024   | St Helens        | Super League | 1er tour    | 21          | 74          | 14          | 9           | -           | Challenge Cup | 1/4 finale  | 1     | -     | -     | -     | -     |           |           |           |           |           |           |           |
| 2025   | Dragons Catalans | Super League |             |             |             |             |             |             | Challenge Cup | 1/2 finale  | 3     | -     | -     | -     | -     |           |           |           |           |           |           |           |